# 2024 en Irak
Cet article présente les faits marquants de l'année 2024 en Irak.

## Évènements
- 3 février : bombardements américains en Irak et en Syrie contre des groupes pro-iraniens.
- 23 août : trois personnes, dont deux journalistes, sont tuées et un autre journaliste est blessé dans une attaque de drone turc contre un véhicule à Sulaymaniyah, dans la région du Kurdistan irakien[1].
- élections législatives au Kurdistan irakien.